# استیو ایلز
استیو ایلز (انگلیسی: Steve Ells; ۱۲ سپتامبر ۱۹۶۵ – ) رستوران‌دار و کارآفرین اهل ایالات متحده آمریکا است، که در سال ۱۹۹۳ شرکت چیپوتلی را تأسیس کرد.